# Дамян Манчевски
Дамян Манчевски (на македонска литературна норма: Дамјан Манчевски) е политик, министър на информационното общество и администрацията на Република Македония от 1 юни 2017 г.

## Биография
Роден е на 27 януари 1978 г. в Скопие. През 2005 г. завършва Електротехническия факултет на Скопския университет. Между 2001 и 2003 г. е подпредседател на младежката организация на СДСМ. Между 2005 и 2006 година работи като инженер за радиочестоти в Агенцията за електронни комуникации. На местните избори през 2013 г. става член на общинския съвет на Скопие, а заедно с това е координатор на групата на СДСМ в съвета. От юни 2013 г. е заместник-председател на СДСМ, а през 2015 г. е избран за шеф на предизборния щаб на СДСМ за парламентарните избори през 2016 г. На изборите става народен представител в първата изборна единица, а след това и министър на информационното общество и администрацията в правителството на Зоран Заев. Манчевски е женен и е баща на две деца.